# Sobotka und Müller

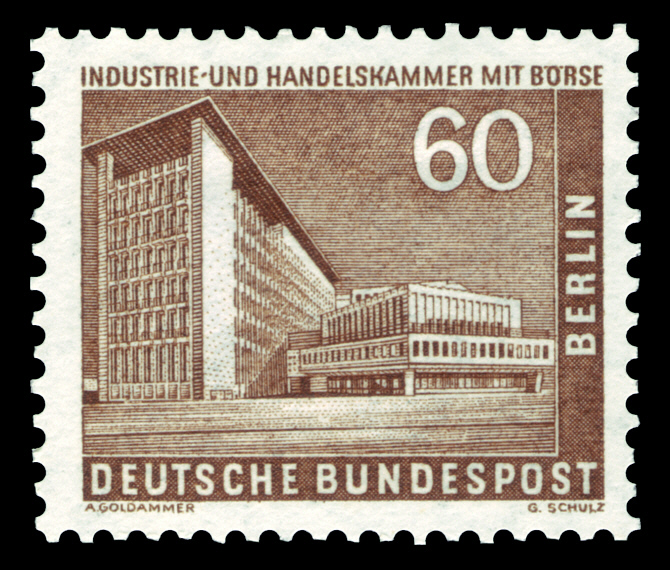
Das Gebäude der IHK Berlin von Sobotka und Müller als Motiv auf einer 60-Pfennig-Briefmarke von 1957

Das Architekturbüro Sobotka und Müller bestand von 1945 bis 1970. Dieses Büro plante eine große Anzahl von Bauten, vor allem in Berlin.

## Geschichte
Die Architekten Franz-Heinrich Sobotka und Gustav Müller kannten sich seit dem Studium in Wien in den 1920er Jahren. 1945 gründeten sie ein gemeinsames Büro, das in der Folge zahlreiche bedeutende Aufträge ausführte. Von 1947 bis 1951 war Hermann Fehling Teil der Gemeinschaft, bis dieser sich 1951 selbständig machte. Gustav Müller schied 1969 aus dem Büro aus. Franz-Heinrich Sobotka und der langjährigen Mitarbeiter Hans-Jürgen Juschkus führten das Büro bis 1983 weiter fort, unter dem Namen Sobotka und Juschkus. 

## Werk
Sobotka und Müller planten Wohnsiedlungen, Wohnhochhäuser, Industriebauten und Bürobauten. Ihr prominentestes Werk ist jedoch ein Hochschulgebäude, der Henry-Ford-Bau der Freien Universität Berlin. Im Berlin der 1950er Jahre etablierten sich Sobotka und Müller als Planer für große und repräsentative Verwaltungsgebäude. So planten sie das Gebäude der IHK Berlin in der Hardenbergstraße, das Schimmelpfeng-Haus am Breitscheidplatz, das Bürohaus Oppenheimer und das Dorette-Haus, beide am Kurfürstendamm. Der Stil von Sobotka und Müllers Entwürfen war emblematisch für die Architektur des Wirtschaftswunders. Steinverkleidete Fassaden mit hochformatigen Fenstern stellten eine für die 1950er Jahre typische Form der Nachkriegsmoderne-Architektur dar, die eine gewisse Monumentalität ausstrahlte ohne dabei pompös zu wirken.

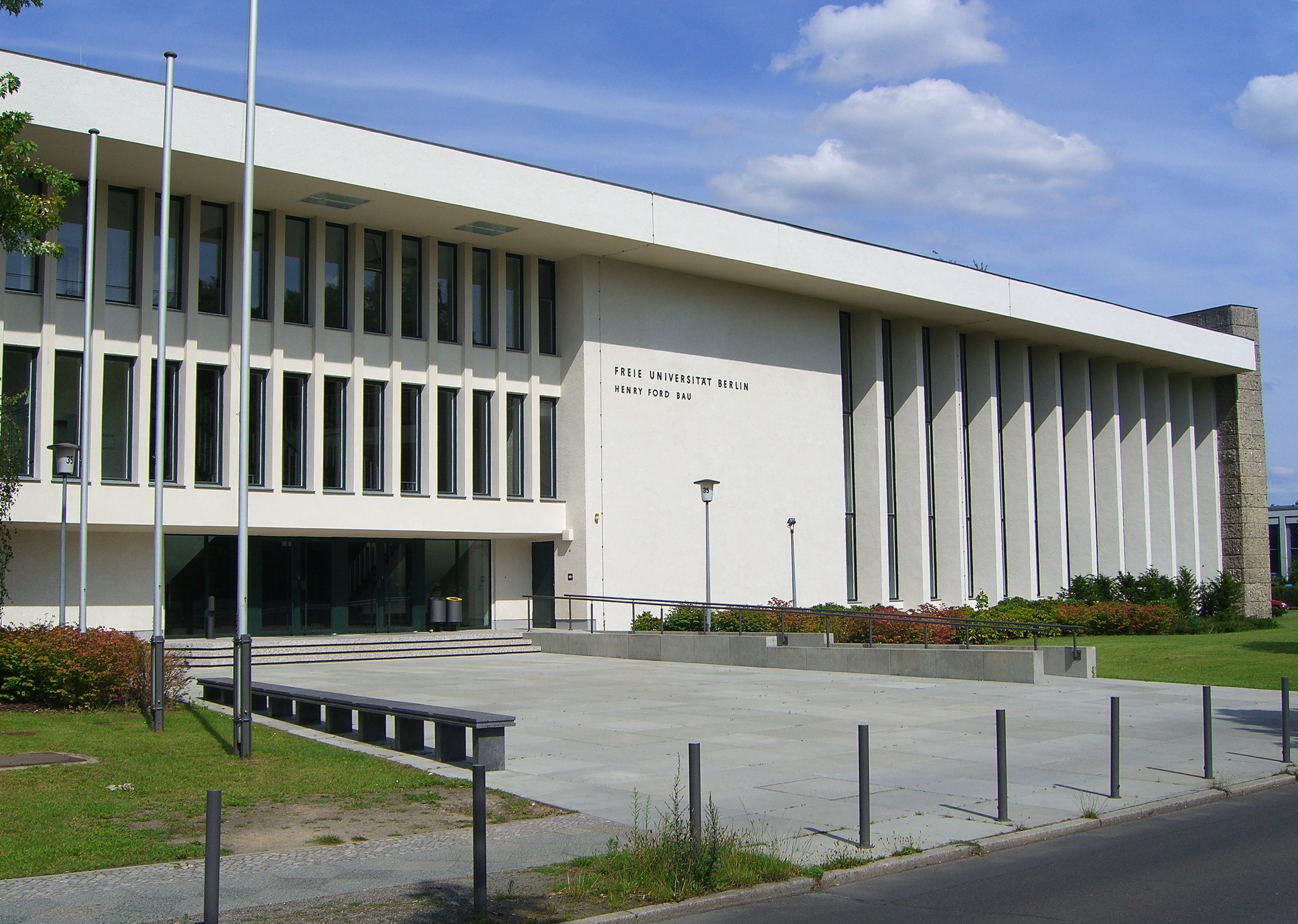
Freie Universität Berlin: Henry-Ford-Bau

In den 1960er Jahren nahmen Sobotka und Müller sehr große Aufträge an. Sie planten das Axel-Springer-Verlagshaus in Berlin und die Zentrale des Gerling-Konzerns in Köln. In mehreren Bauphasen entstand nach ihren Plänen der Komplex für Möbel Hübner in Berlin-Tiergarten.
Einer der letzten ausgeführten Entwürfe von Sobotka und Müller zeigt deren Hinwendung zum Brutalismus: Das Excelsiorhaus in Berlin-Kreuzberg (1966–1968) besitzt eine Gebäudehülle aus unverkleideten Waschbetonplatten. Ein Gebäude, das nach dem Ausscheiden von Gustav Müller von Sobotka und Juschkus entstand, zeigt diesen Trend zum Brutalismus noch deutlicher: Die Kirche St. Maximilian Kolbe in Spandau-Staaken entstand 1973–1976. Dieses Kirchengebäude besitzt nicht nur den für den Brutalismus typischen Sichtbeton, sondern auch unverputztes Mauerwerk.

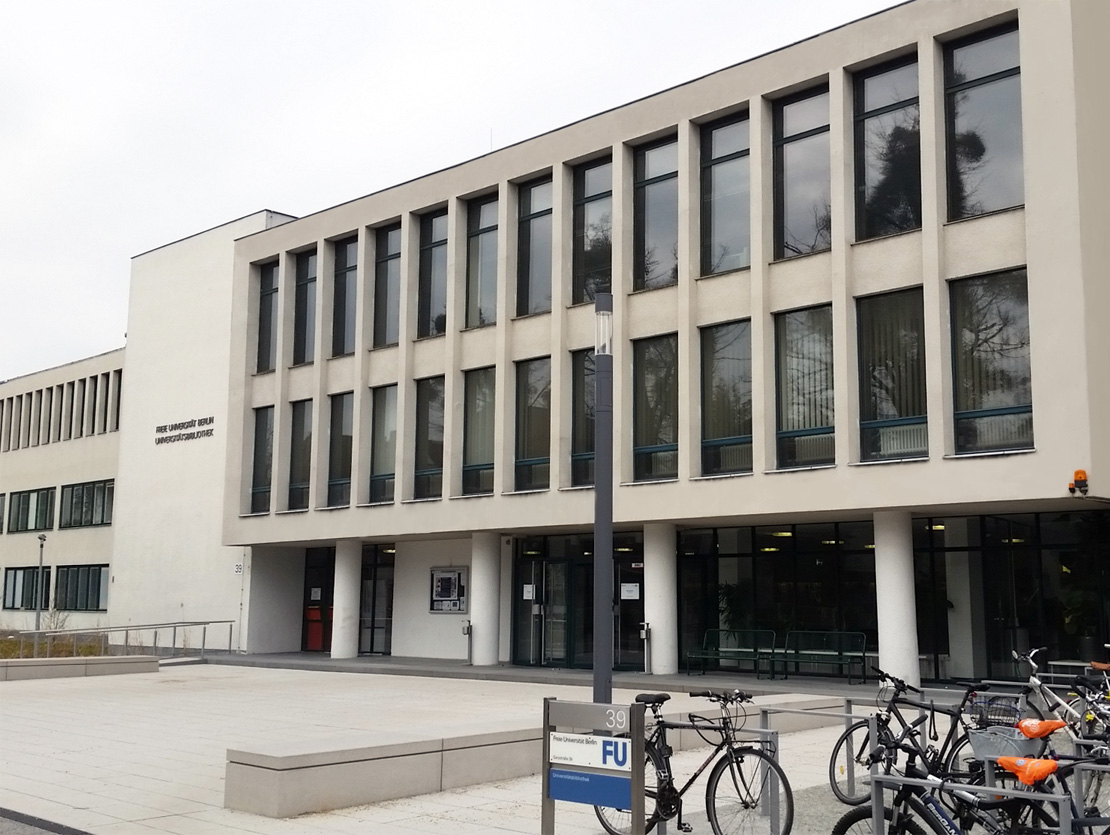
Freie Universität Berlin: UniversitätsbibliothekHenry-Ford-Bau und Universitätsbibliothek

## Bauten
- 1948: Wettbewerbsentwurf für die Volksbühne in Berlin (in Gemeinschaft mit Hermann Fehling; prämiert mit dem 1. Preis; ausgeführt 1948–1951)
- 1950: Wettbewerbsentwurf für den Ausbau des Ausstellungsgeländes am Berliner Funkturm (prämiert mit dem 1. Preis)
- 1950: Ausstellungsbauten für die 1. Große Deutsche Industrie-Ausstellung in Berlin
- 1951–1952: Wiederaufbau der Königlich Dänischen Gesandtschaft in Berlin
- 1951–1952: Wiederaufbau der Königlich Griechischen Gesandtschaft in Berlin
- 1951–1952: Ausstellungs-Pavillons für die niederländische und die österreichische Regierung auf der Großen Deutschen Industrie-Ausstellung, Ausstellungshäuser für Kanada, Belgien und Indien
- 1951–1952: Wettbewerbsentwurf für die Neubauten der Freien Universität Berlin in Berlin-Dahlem (prämiert mit dem 1. Preis; ausgeführt 1952–1954)

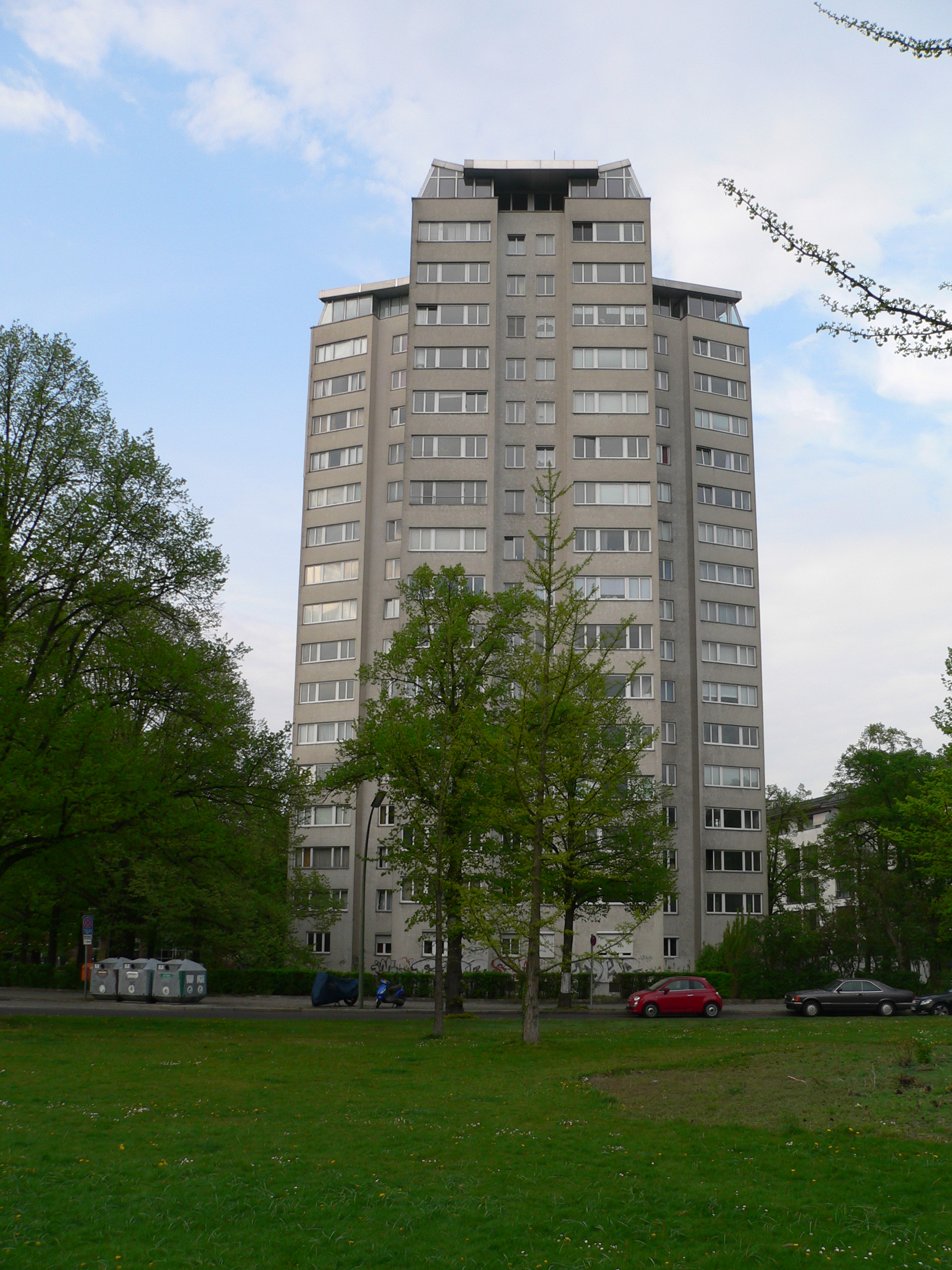
Wohnhochhaus am Roseneck

- 1951–1952: verschiedene Geschäftshäuser
- 1952–1955: Wohnsiedlung der Märkischen Scholle in Berlin-Wilmersdorf (104 Wohnungen)
- 1952–1955: Siedlung Lindenhof der Gemeinnützigen Wohnungsgenossenschaft Berlin-Schöneberg
- 1952–1955: Siedlung Körnergrund in Berlin-Neukölln (162 Wohnungen)
- 1952–1955: Wohnhochhaus am Roseneck in Berlin-Schmargendorf (90 Wohnungen)
- 1952–1955: Geschäftshaus Velisch in der Rankestraße, Berlin-Charlottenburg
- 1952–1955: Ausführung des Neubaues der Industrie- und Handelskammer Berlin mit der Börse Berlin an der Hardenbergstraße in Berlin-Charlottenburg (nach 1. Preis in beschränktem Wettbewerb)
- 1952–1955: Geschäftshaus der Schimmelpfeng AG am Bahnhof Zoo in Berlin

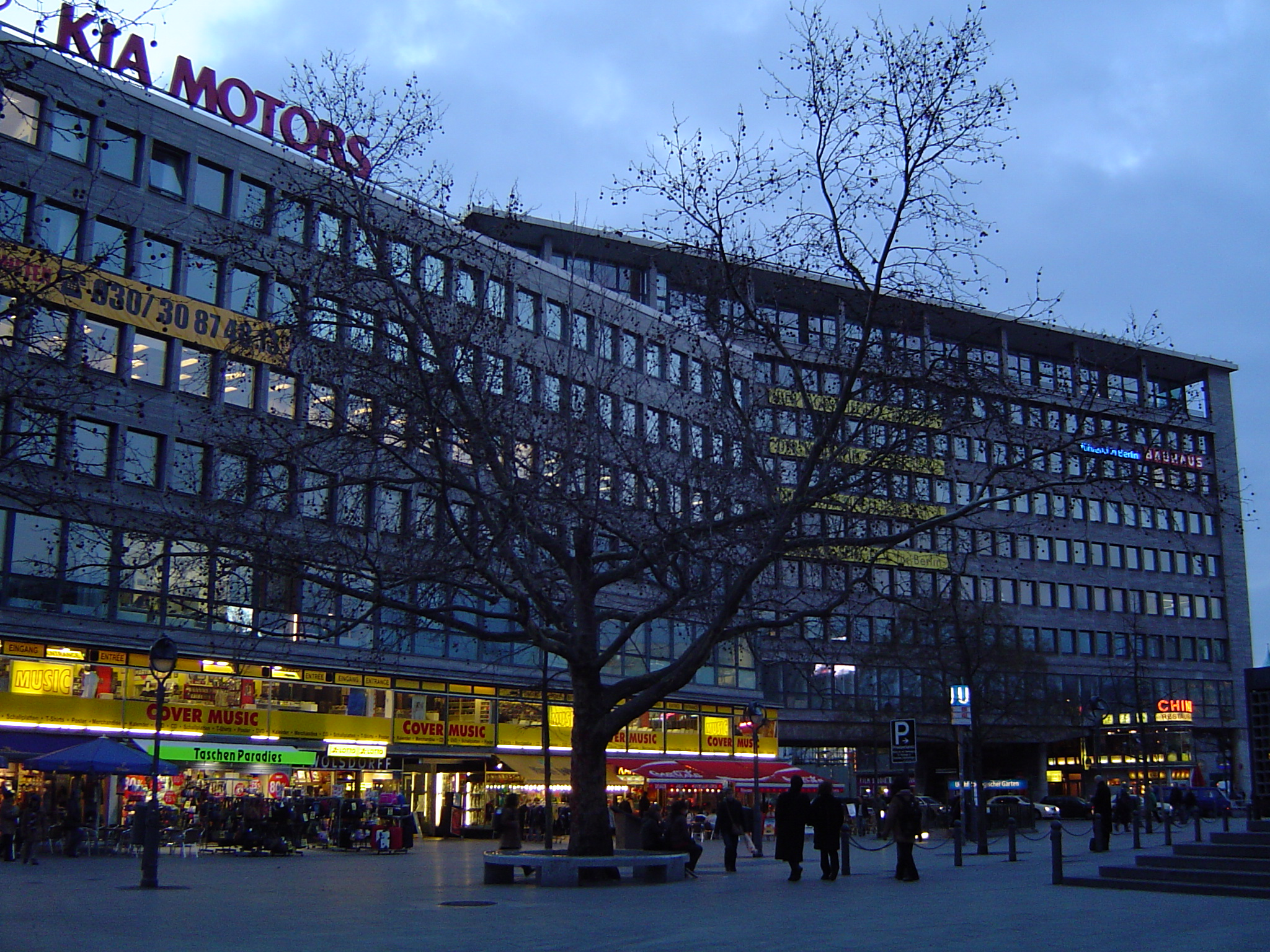
Schimmelpfeng-Haus, vom Kurfürstendamm gesehen

- 1952–1955: Werkhallen für die Deutsche Waggon- und Maschinenbau AG in Berlin-Borsigwalde
- 1957: Landhäuser in Berlin-Dahlem, Berlin-Wannsee und Berlin-Grunewald
- 1957: Wohn- und Geschäftshaus Horn (genannt „Fasaneneck“) in Berlin-Charlottenburg, Fasanenstraße
- 1958: Hotel Plaza in Berlin-Charlottenburg, Knesebeckstraße
- 1958: Werkhalle Velisch in Berlin-Halensee, Cicerostraße
- 1958: 2. Bauabschnitt des Geschäftshauses Brücke Kantstraße – Schimmelpfeng-Haus am Bahnhof Zoo
- 1958: Wohn- und Geschäftshaus der Vereinigte Haftpflicht Versicherung (VHV) in Hannover
- 1958: Verwaltungsgebäude für die Siemens AG in Kassel
- 1958: Geschäfts- und Lagerhaus für Möbel Hübner in Berlin-Tiergarten, Genthiner Straße
- 1958: Wohnungen für die Deutsche Wohnungsbaugesellschaft (DeGeWo) in der Rheinbabenallee in Berlin-Grunewald
- 1958: 72 Eigentumswohnungen für die Berliner Eigentums-Wohnungsbau-Gesellschaft in Berlin-Westend, Schaumburgallee und Reichsstraße
- 1958: Landhaus Robenhagen in Berlin-Wannsee
- 1958: Wohn- und Geschäftshaus für Möbel Hübner in Berlin-Tiergarten, Magdeburger Platz
- 1958: Geschäftshaus Oppenheimer in Berlin, Kurfürstendamm
- 1958: Hochhaus in der Siedlung Körnergrund in Berlin-Neukölln (mit 78 Wohnungen)
- 1959: Geschäftshaus für Möbel Hübner in Berlin-Tiergarten, Pohlstraße/Kluckstraße
- 1959: Wohnhaus für Möbel Hübner in Berlin-Schöneberg, Mackensenstraße (heute Else-Lasker-Schüler-Straße) (mit 100 Wohnungen)
- 1959–1964: Druckerei- und Verlagsgebäude für den Springer-Verlag in Berlin-Kreuzberg (in Gemeinschaft mit den italienischen Architekten Bega und Franzi, Mailand)

- vor 1960: Bungalow in Dortmund[2]

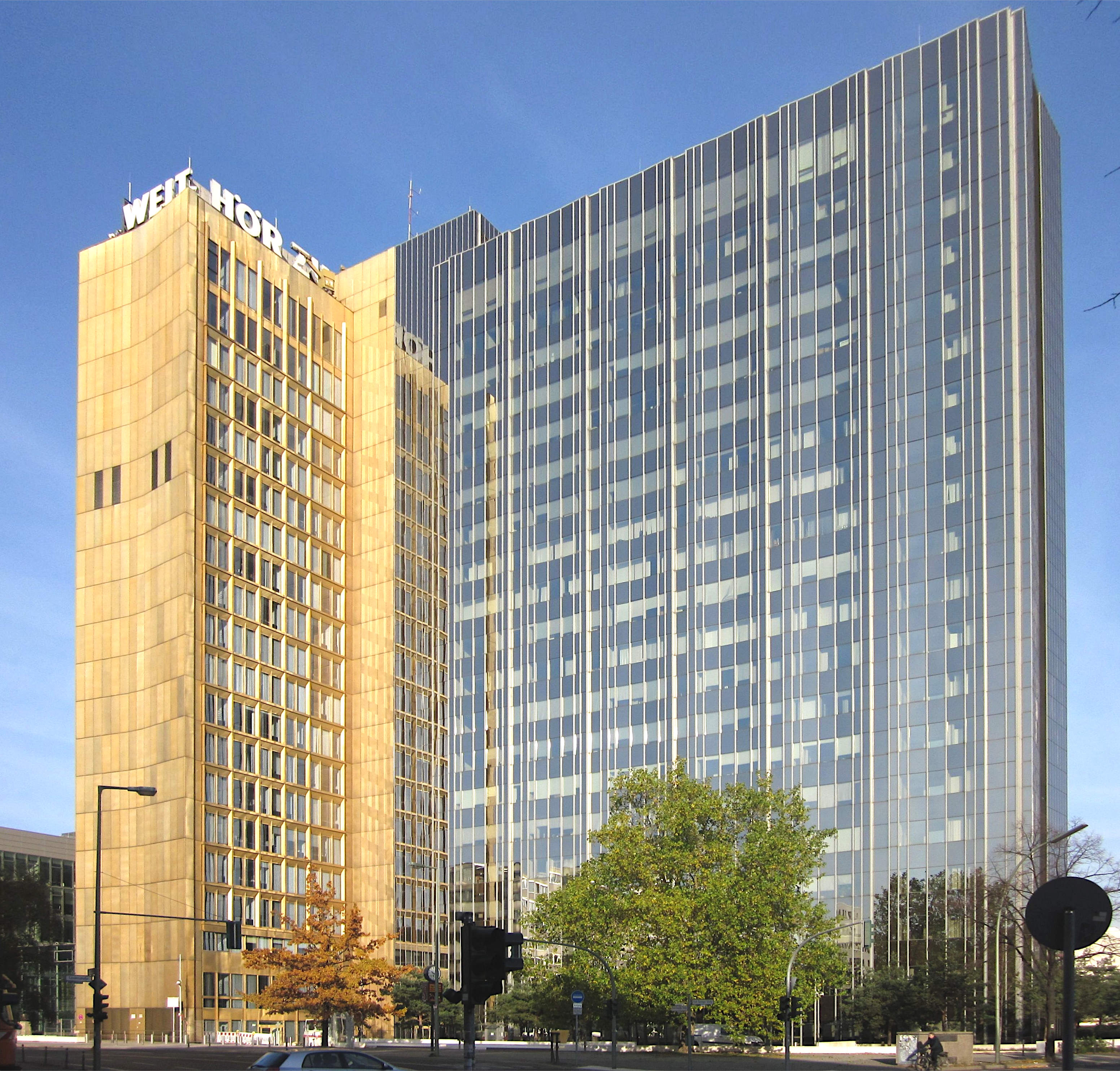
Axel-Springer-Haus in Berlin

- 1960: Geschäftshaus Velisch in Berlin-Halensee, Cicerostraße
- 1960: 3. Bauabschnitt des Schimmelpfeng-Hauses in Berlin, am Bahnhof Zoo
- 1960: Wohnbebauung für die Horten Wohnungsbau GmbH in Düsseldorf, Kaiserwerther Straße (96 Wohnungen)
- 1960: Geschäftshaus für Generalkonsul W. Gerling in Köln, Mauritiussteinweg
- 1960: Büro- und Geschäftshaus für Karl-Heinz Pepper in Berlin-Charlottenburg, Ernst-Reuter-Platz[3]

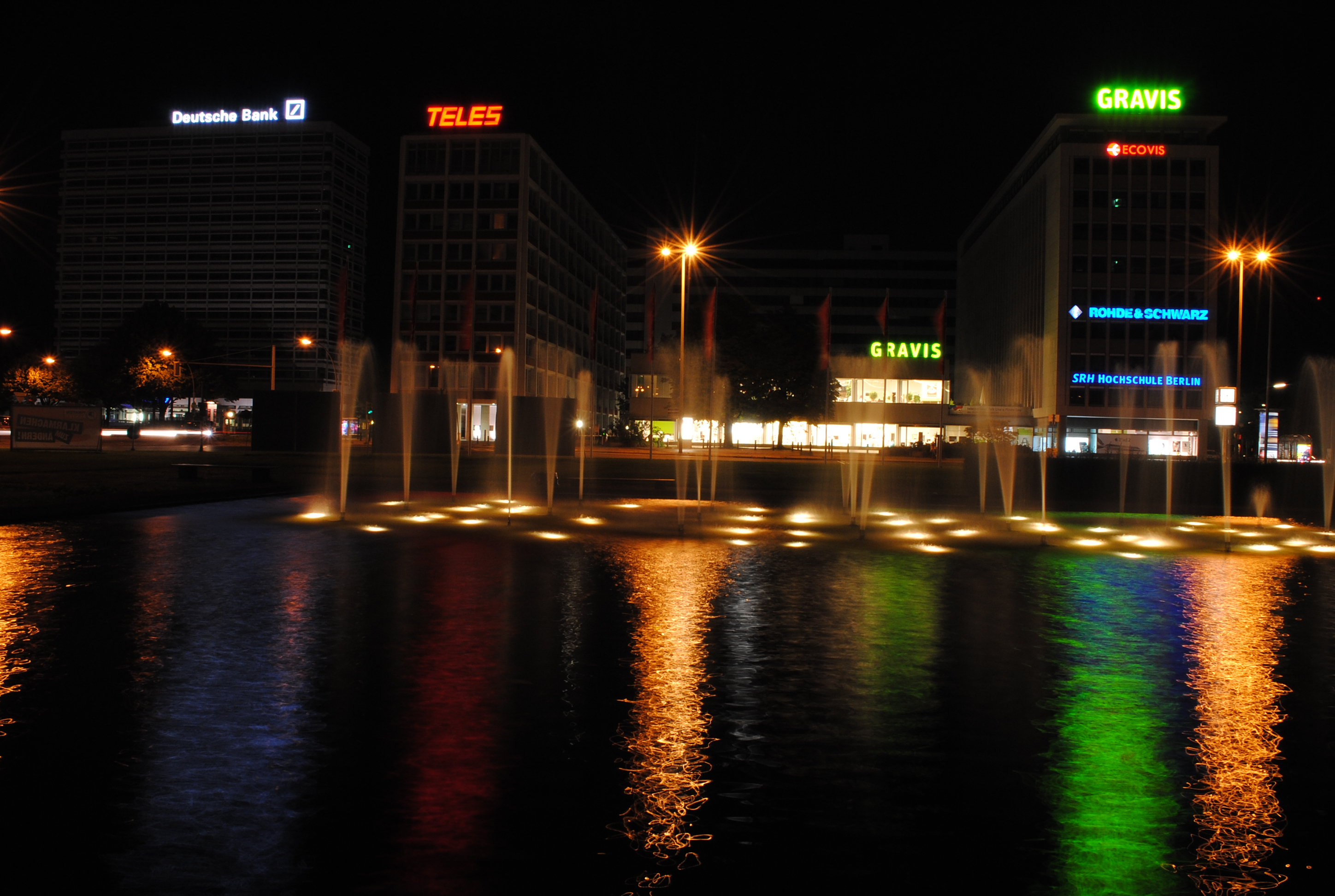
Ernst-Reuter-Platz bei Nacht; rechts das Geschäftshaus Pepper

- 1960: Hotel Arosa in Berlin, Lietzenburger Straße 40

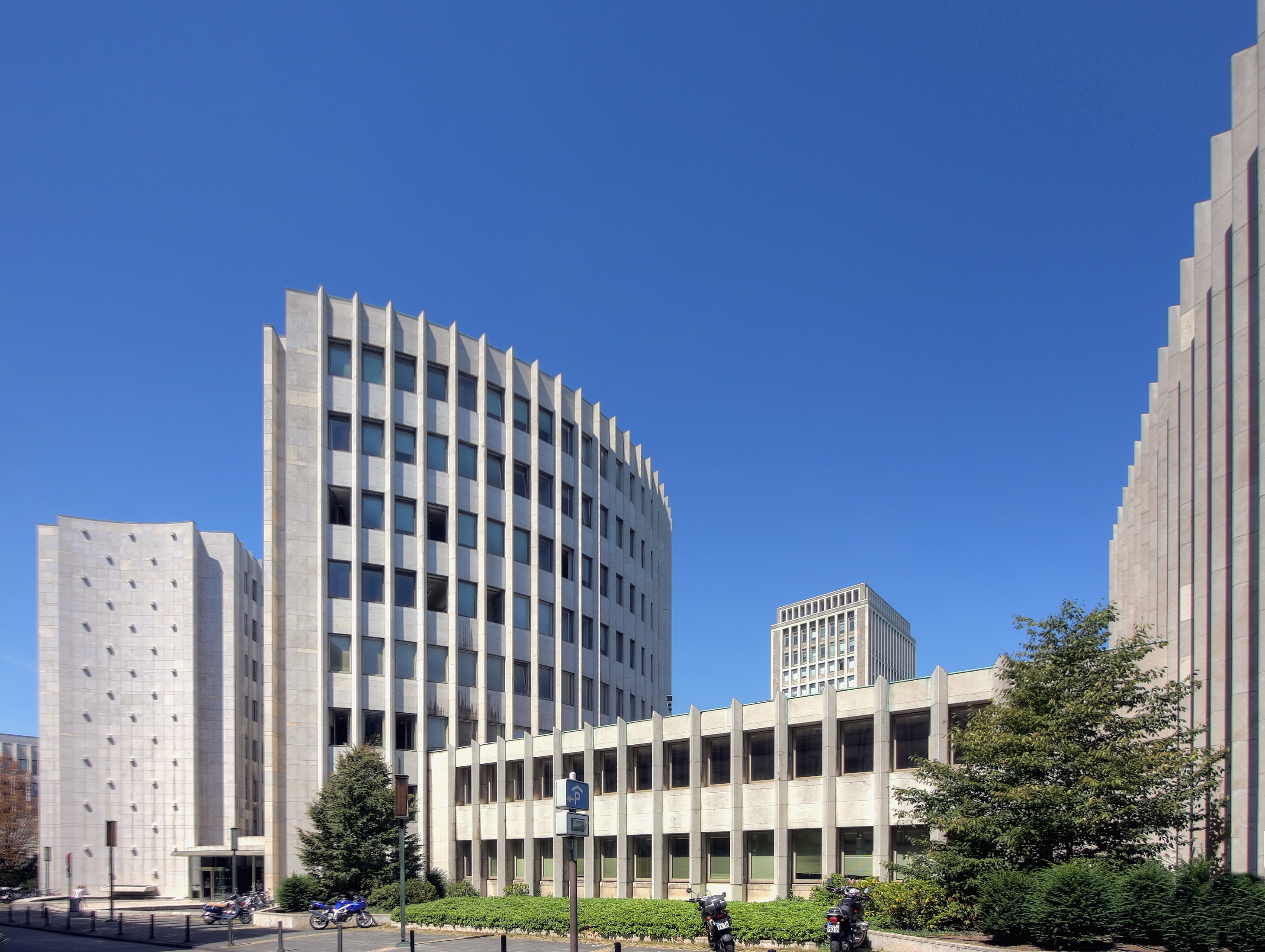
Ehemaliger Gerling-Unternehmenssitz in Köln – Gebäudekomplex „Im Klapperhof“

- 1962–1964: Verwaltungsgebäude für den Gerling-Konzern in Köln, Christophstraße
- 1962–1964: Bankhaus I. D. Herstatt in Köln, Enggasse

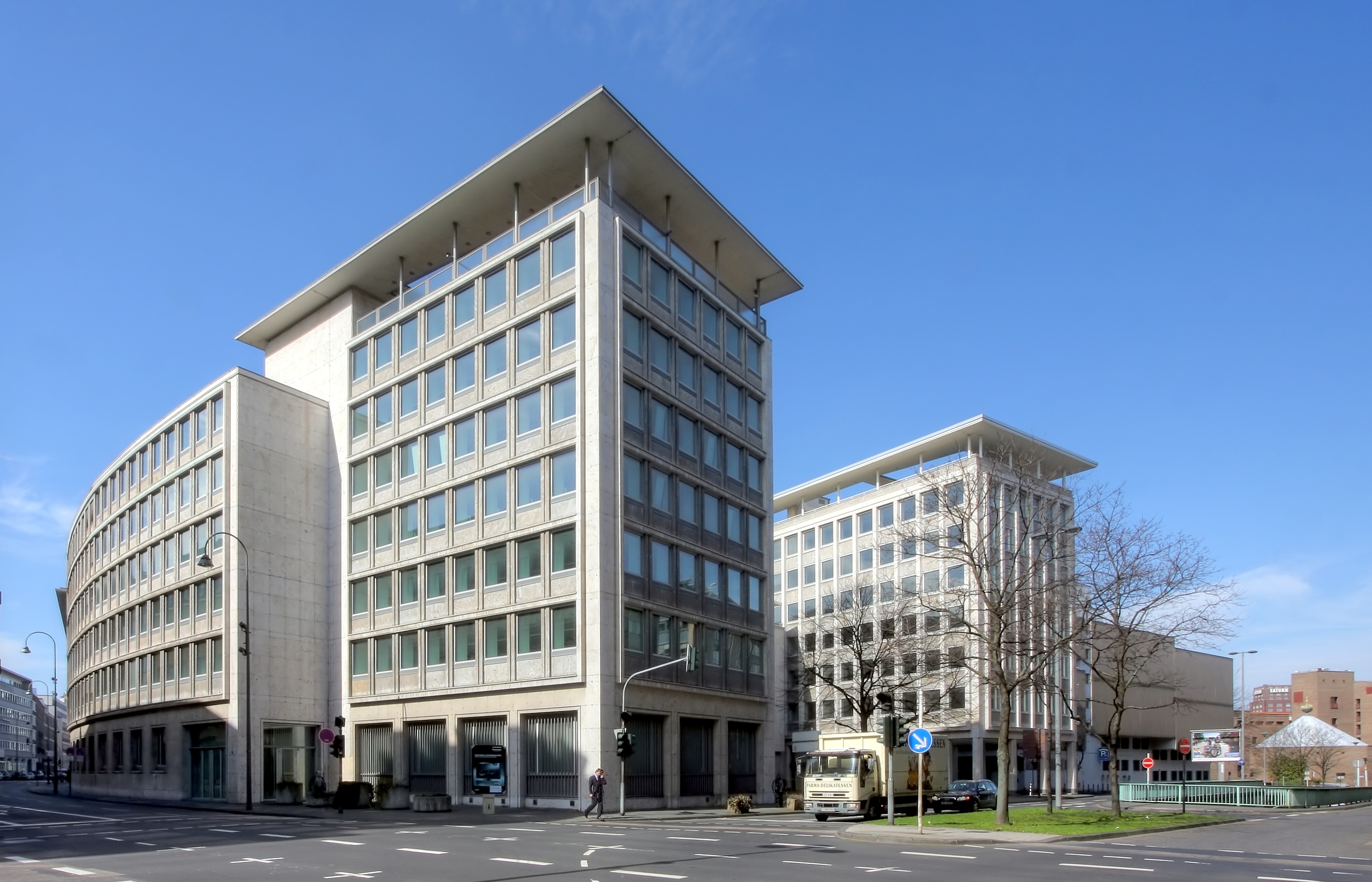
Ehemalige Gebäude der Herstatt-Bank in Köln

- 1962–1964: Metropole-Bank Rittershaus & Co. in Frankfurt am Main
- 1962–1964: Verwaltungsgebäude für den Gerling-Konzern in Köln, Klapperhof

- 1962–1964: Verwaltungsgebäude für den Gerling-Konzern in Wuppertal-Elberfeld
- 1962–1964: Fabrikhallen für die DOB Velisch KG in Berlin, Cicerostraße/Nestorstraße
- 1962–1964: Wohnsiedlung in Düren (356 Wohnungen)
- 1962–1964: Wohn- und Geschäftshaus-Gruppe für die Rhein-Spree GmbH in Berlin-Halensee, Cicerostraße, Albrecht-Achilles-Straße, Kurfürstendamm (mit 16-geschossigem Hochhaus; 258 Wohnungen)
- 1962–1964: Wohnsiedlung für die Alte Leipziger Lebensversicherungs-Gesellschaft in Köln-Porz-Zündorf
- 1962–1964: Verkaufsgebäude für Möbel Hübner in Berlin, Genthiner Straße 43–47 / Pohlstraße 91–101
- 1962–1964: Wohn- und Geschäftshaus für die Hansa-Spree GmbH in Berlin-Westend, Reichsstraße 90–93 (88 Wohnungen)
- 1962–1964: Geschäftshaus für Möbel Hübner, Kluckstraße 40, Berlin-Tiergarten
- 1962–1964: Jagdhaus Züschen im Sauerland
- 1962–1964: Jagdhaus Schönevörde in der Lüneburger Heide
- 1962–1964: Siedlung in Düsseldorf-Oberlörick
- 1962–1964: Fabrikgebäude für die Firma Schindler Aufzüge, Großbeerenstraße, Berlin-Marienfelde,
- 1962–1964: Geschäftshaus für AKV Allgemeine Kredit-Vermittlung GmbH & Co. KG in Berlin-Charlottenburg, Kurfürstendamm 169/170
- 1962–1964: Verwaltungsgebäude und Schulungszentrum für die Bauberufsgenossenschaft in Berlin-Wilmersdorf, Hildegardstraße 28, Hildegardstraße 29–30
- 1962–1964: Wohnbebauung für die West-Spree Tankstellen GmbH in Berlin-Kreuzberg, Mehringdamm 118–130, Dudenstraße 2–4 und 8 (98 Wohnungen)
- 1962–1964: mehrere Wohn- und Geschäftshäuser für die Verwaltungsgesellschaften Berles, Glückauf, Orbis und Esber
- 1962–1964: Büro und Hotel Genthiner Hof sowie 75 Appartements für die Peter Laufkötter KG in Berlin-Tiergarten, Genthiner Straße 24–30 und 30c
- 1962–1964: Eternit-Messepavillon auf dem Gelände der Hannover Messe
- 1962–1964: Wohn- und Geschäftshaus für Orbis Verwaltungs-Gesellschaft in Berlin-Kreuzberg, Kottbusser Tor, Skalitzer Straße/Reichenberger Straße
- 1965–1968: Excelsiorhaus Wohn- und Geschäftshaus-Gruppe für die Excelsior Tankstellen GmbH in Berlin-Kreuzberg, Stresemannstraße 68–84, Anhalter Straße 1–6 (mit Oberbaurat Krebs; 570 Appartements; mit 18-geschossigem Hochhaus)
- 1966: zwei Wohnhochhäuser in der Siedlung Lindenhof, Röblingstraße
- 1966: Geschäftshaus für die Klöckner AG (genannt Klöckner-Haus) in Berlin, Marburger Straße 9a/10/11, Augsburger Straße 24
- 1966: Geschäftsgebäude für Möbel Hübner in Berlin-Tiergarten, Genthiner Straße 27–31, Magdeburger Platz 1
- 1966: Werkstatthalle mit Verwaltungsgebäude für Opel Schüler
- 1966: Wohn- und Geschäftshäuser in Berlin-Westend, Havelchaussee, Glockenturmstraße (250 Wohnungen) und Sportzentrum
- 1966: Betriebszentrale für die Konsumgenossenschaft in Wilhelmshaven
- 1966: Betriebszentrale für die Konsumgenossenschaft Emsland in Lingen (Ems)
- 1971 Revita Hotel Bad Lauterberg im Harz